# 自衛隊富山地方協力本部
自衛隊富山地方協力本部（じえいたいとやまちほうきょうりょくほんぶ、Toyama Provincial Cooperation Office）は、富山県富山市牛島新町6丁目24番に所在する、自衛隊地方協力本部のひとつ。陸・海・空自衛隊共同の機関だが、通常は陸上自衛隊の中部方面総監の指揮監督下にある。管轄する地域における防衛省・自衛隊の総合窓口として富山県管内で活動する。

## 沿革
- 1954年（昭和29年）7月5日 - 陸上自衛隊の機関として陸上自衛隊富山地方連絡部として金沢駐屯地において編成される[2]
- 1956年（昭和31年）8月1日 - 自衛隊法施行令の一部改正により地方連絡部が陸海空自衛隊の共同機関となり、自衛隊富山地方連絡部に改編される[3]
- 2006年（平成18年）7月31日 - 自衛隊富山地方協力本部に改編される

## 出先機関
- 高岡地域事務所　担当地区：高岡市、射水市、氷見市
- 魚津地域事務所　担当地区：魚津市、滑川市、黒部市、上市町、立山町、朝日町、入善町、舟橋村
- 富山募集案内所　担当地区：富山市
- 砺波募集案内所　担当地区：砺波市、小矢部市、南砺市

## 主要幹部
| 官職名                   | 階級    | 氏名     | 補職発令日     | 前職                           |
| ------------------------ | ------- | -------- | -------------- | ------------------------------ |
| 自衛隊富山地方協力本部長 | 1等陸佐 | 宮内雅也 | 2022年12月01日 | 訓練評価支援隊評価分析支援科長 |

| 代 | 階級    | 氏名       | 在職期間                                                    | 出身校・期              | 前職                                              | 後職                                                  |
| -- | ------- | ---------- | ----------------------------------------------------------- | ----------------------- | ------------------------------------------------- | ----------------------------------------------------- |
| 01 | 1等陸佐 | 中村勇吉   | 1954年07月05日 - 1955年11月15日                             |                         |                                                   | 陸上幕僚監部警務課長                                  |
| 02 | 2等陸佐 | 堀岡洋五郎 | 1955年11月16日 - 1960年03月14日                             |                         | 陸上自衛隊調査学校勤務                            |                                                       |
| 03 | 2等陸佐 | 本川家喜   | 1960年03月15日 - 1961年07月31日                             | 陸士48期                | 第10混成団監査隊長                                | 第2教育団本部勤務 →1961年12月1日 同本部訓練科長       |
| 04 | 2等陸佐 | 山蔭修典   | 1961年08月01日 - 1962年03月15日 ※1962年01月01日 1等陸佐昇任 | 京都帝国大学 昭和14年卒 | 第1管区総監部第1部長 （2等陸佐）                  | 自衛隊富山地方連絡部付 →1962年3月31日 退職            |
| 05 | 2等陸佐 | 佐藤六郎   | 1962年03月16日 - 1963年07月31日                             | 立教大学 昭和15年卒     | 東部方面総監部勤務                                | 陸上自衛隊需品補給処付                                |
| 06 | 2等陸佐 | 山口栄一   | 1963年08月01日 - 1964年10月01日                             | 立教大学 昭和15年卒     | 防衛大学校総務部管理課長                          | 退職（1等陸佐昇任）                                   |
| 07 | 1等陸佐 | 溝上嘉幸   | 0000年00月00日 - 1966年07月15日                             | 陸士53期                |                                                   | 第16普通科連隊長 兼 大村駐とん地司令                  |
| 08 | 1等陸佐 | 上村健二   | 1966年07月16日 - 1968年07月15日                             | 陸士55期                | 東部方面総監部第2部勤務                           | 第34普通科連隊長 兼 板妻駐とん地司令                  |
| 09 | 1等陸佐 | 北村茂     | 1968年07月16日 - 1969年07月15日                             | 日本大学                | 自衛隊東京地方連絡部募集課長                      | 朝霞駐とん地業務隊長                                  |
| 10 | 1等陸佐 | 舟越博     | 1969年07月16日 - 1970年07月15日                             |                         | 東部方面調査隊長                                  | 陸上自衛隊関西地区補給処総務部長                      |
| 11 | 1等陸佐 | 富野稔     | 1970年07月16日 - 1972年07月16日 ※1971年03月16日 1等陸佐昇任 | 陸士57期                | 第12師団司令部第4部長 （2等陸佐）                 | 陸上自衛隊少年工科学校教育部長                        |
| 12 | 1等陸佐 | 三上哲男   | 1972年07月17日 - 1974年07月15日                             | 海兵74期                | 第2高射特科群長                                   | 陸上幕僚監部第5部学校班長                             |
| 13 | 1等陸佐 | 石塚一郎   | 1974年07月16日 - 1976年08月01日                             | 陸士59期                | 陸上自衛隊調査学校学校教官                        | 東部方面総監部募集課長                                |
| 14 | 1等陸佐 | 田中三郎   | 1976年08月02日 - 1978年07月31日                             |                         | 陸上自衛隊富士学校                                | 中部方面総監部人事部募集課長                          |
| 15 | 1等陸佐 | 渡部祥資   | 1978年08月01日 - 1980年07月31日                             | 鹿児島大学 昭和29年卒   | 西部方面総監部人事部勤務                          | 飯塚駐とん地業務隊長                                  |
| 16 | 1等陸佐 | 安東英市   | 1980年08月01日 - 1982年03月15日                             | 中央大学 昭和29年卒     | 陸上自衛隊幹部候補生学校総務部長                  | 北熊本駐とん地業務隊長                                |
| 17 | 1等陸佐 | 乃美幸一郎 | 1982年03月16日 - 1983年07月31日                             | 早稲田大学 昭和32年卒   | 陸上幕僚監部教育訓練部教育課 教育班長             | 陸上自衛隊幹部学校主任研究開発官                      |
| 18 | 1等陸佐 | 守屋保     | 1983年08月01日 - 1985年08月07日                             | 防大1期                 | 航空自衛隊幹部学校研究員                          | 陸上自衛隊少年工科学校 第1教育部長                    |
| 19 | 1等陸佐 | 井上陽     | 1985年08月08日 - 1988年03月15日                             | 防大3期                 | 陸上幕僚監部装備部需品課需品班長                  | 陸上自衛隊需品補給処 朝日燃料支処長 兼 朝日分屯地司令 |
| 20 | 1等陸佐 | 松浦征七   | 1988年03月16日 - 1990年03月15日                             | 防大6期                 | 第41普通科連隊長 兼 別府駐屯地司令                | 第10師団司令部幕僚長                                  |
| 21 | 1等海佐 | 細川宜晃   | 1990年03月16日 - 1992年03月15日                             | 防大8期                 | 第51航空隊副長                                    | 大湊航空隊司令                                        |
| 22 | 1等陸佐 | 高橋佳嗣   | 1992年03月16日 - 1994年03月31日                             | 防大11期                | 第1空挺団普通科群長                               | 陸上自衛隊幹部候補生学校学生隊長                      |
| 23 | 1等陸佐 | 木原文雄   | 1994年04月01日 - 1996年07月31日                             | 防大12期                | 第41普通科連隊長 兼 別府駐屯地司令                | 陸上自衛隊富士学校 総合研究開発部副部長               |
| 24 | 1等陸佐 | 富山一郎   | 1996年08月01日 - 1998年07月31日                             | 生徒8期                 | 陸上幕僚監部人事部人事計画課 服務班長             | 中部方面航空隊長 兼 八尾駐屯地司令                    |
| 25 | 1等陸佐 | 梅原泰     | 1998年08月01日 - 2001年03月31日                             | 防大16期                | 北部方面輸送隊長                                  | 陸上自衛隊輸送学校副校長 兼 企画室長                  |
| 26 | 1等海佐 | 田尾輝雄   | 2001年04月01日 - 2003年03月26日                             | 防大21期                | 海上幕僚監部人事教育部教育課 教育班長 兼 教材班長 | 海上幕僚監部人事教育部厚生課長                        |
| 27 | 1等陸佐 | 篠原幸吉   | 2003年03月27日 - 2005年07月31日                             | 中央大学 昭和51年卒     | 上富良野駐屯地業務隊長                            | 陸上自衛隊東北補給処総務部長                          |
| 28 | 1等陸佐 | 梶井剛     | 2005年08月01日 - 2007年07月31日                             | 防大22期                | 第7高射特科連隊長 兼 静内駐屯地司令               | 中部方面総監部人事部募集課長                          |
| 29 | 1等陸佐 | 青木紀男   | 2007年08月01日 - 2009年07月31日                             | 防大24期                | 第1戦車群長 兼 北恵庭駐屯地司令                   | 北部方面後方支援隊副隊長                              |
| 30 | 1等陸佐 | 鵜居正行   | 2009年08月01日 - 2011年08月04日                             | 防大31期                | 陸上幕僚監部装備部開発課 総括班長                 | 陸上幕僚監部人事部 募集・援護課募集・援護調整官       |
| 31 | 1等陸佐 | 小林俊也   | 2011年08月05日 - 2013年08月26日                             | 防大28期                | 第7高射特科連隊長 兼 静内駐屯地司令               | 陸上自衛隊幹部学校主任教官                            |
| 32 | 1等陸佐 | 髙野康悦   | 2013年08月27日 - 2015年07月31日                             | 防大35期                | 中部方面総監部防衛部防衛課長                      | 陸上自衛隊研究本部主任研究開発官                      |
| 33 | 1等陸佐 | 諏訪国重   | 2015年08月01日 - 2017年03月26日                             | 防大35期                | 陸上自衛隊研究本部研究員                          | 陸上幕僚監部人事教育部 募集・援護課募集・援護調整官   |
| 34 | 1等陸佐 | 山内克己   | 2017年03月27日 - 2019年03月22日                             | 防大33期                | 陸上幕僚監部 指揮通信システム・情報部付           | 相馬原駐屯地業務隊長                                  |
| 35 | 1等陸佐 | 飯島達也   | 2019年03月23日 - 2021年03月14日                             | 防大36期                | 第7普通科連隊長 兼 福知山駐屯地司令               | 陸上自衛隊富士学校普通科部副部長                      |
| 36 | 1等陸佐 | 平田浩二   | 2021年03月15日 - 2022年11月30日                             | 防大41期                | 奄美警備隊長 兼 奄美駐屯地司令                    | 第15旅団司令部幕僚長                                  |
| 37 | 1等陸佐 | 宮内雅也   | 2022年12月01日 -                                            | 県立七尾高              | 訓練評価支援隊評価分析支援科長                    |                                                       |